# Глебово (Белозерский район)
Глебово — деревня в Белозерском районе Вологодской области.
Входит в состав Визьменского сельского поселения, с точки зрения административно-территориального деления — в Визьменский сельсовет.
Расположена на левом берегу реки Андоги. Расстояние по автодороге до районного центра Белозерска составляет 82 км, до центра муниципального образования деревни Климшин Бор — 20 км. Ближайшие населённые пункты — Иштомар, Перхлойда, Шолгумзь.
Население по данным переписи 2002 года — 10 человек.